# Glenat
Glenat (en francès Glénat) és un municipi francès situat al departament de Cantal i a la regió d'Alvèrnia-Roine-Alps. L'any 2007 tenia 217 habitants.

## Demografia

### Població
El 2007 la població de fet de Glénat era de 217 persones. Hi havia 104 famílies de les quals 36 eren unipersonals (12 homes vivint sols i 24 dones vivint soles), 44 parelles sense fills, 16 parelles amb fills i 8 famílies monoparentals amb fills.
La població ha evolucionat segons el següent gràfic:
Habitants censats

### Habitatges
El 2007 hi havia 179 habitatges, 109 eren l'habitatge principal de la família, 60 eren segones residències i 10 estaven desocupats. 171 eren cases i 5 eren apartaments. Dels 109 habitatges principals, 95 estaven ocupats pels seus propietaris i 13 estaven llogats i ocupats pels llogaters; 1 tenia una cambra, 6 en tenien dues, 22 en tenien tres, 27 en tenien quatre i 52 en tenien cinc o més. 75 habitatges disposaven pel capbaix d'una plaça de pàrquing. A 60 habitatges hi havia un automòbil i a 31 n'hi havia dos o més.

### Piràmide de població
La piràmide de població per edats i sexe el 2009 era:
| Homes | Edats   | Dones |
| ----- | ------- | ----- |
| 0     | 95 o +  | 0     |
| 0     | 90 a 94 | 0     |
| 0     | 85 a 89 | 0     |
| 0     | 80 a 84 | 0     |
| 4     | 75 a 79 | 12    |
| 4     | 70 a 74 | 12    |
| 20    | 65 a 69 | 12    |
| 12    | 60 a 64 | 8     |
| 0     | 55 a 59 | 12    |
| 12    | 50 a 54 | 4     |
| 8     | 45 a 49 | 8     |
| 12    | 40 a 44 | 4     |
| 8     | 35 a 39 | 12    |
| 4     | 30 a 34 | 4     |
| 4     | 25 a 29 | 4     |
| 8     | 20 a 24 | 0     |
| 8     | 15 a 19 | 8     |
| 4     | 10 a 14 | 8     |
| 4     | 5 a 9   | 12    |
| 4     | 0 a 4   | 0     |

## Economia
El 2007 la població en edat de treballar era de 120 persones, 92 eren actives i 28 eren inactives. De les 92 persones actives 87 estaven ocupades (46 homes i 41 dones) i 5 estaven aturades (3 homes i 2 dones). De les 28 persones inactives 10 estaven jubilades, 8 estaven estudiant i 10 estaven classificades com a «altres inactius».

### Ingressos
El 2009 a Glénat hi havia 110 unitats fiscals que integraven 211 persones, la mediana anual d'ingressos fiscals per persona era de 13.457 €.

### Activitats econòmiques
Dels 12 establiments que hi havia el 2007, 3 eren d'empreses de fabricació d'altres productes industrials, 2 d'empreses de construcció, 1 d'una empresa de comerç i reparació d'automòbils, 1 d'una empresa de transport, 2 d'empreses d'hostatgeria i restauració, 1 d'una empresa financera, 1 d'una empresa de serveis i 1 d'una empresa classificada com a «altres activitats de serveis».
Dels 5 establiments de servei als particulars que hi havia el 2009, 1 era un taller de reparació d'automòbils i de material agrícola, 1 guixaire pintor, 1 empresa de construcció i 2 restaurants.
L'any 2000 a Glénat hi havia 20 explotacions agrícoles que ocupaven un total de 1.326 hectàrees.

## Equipaments sanitaris i escolars
El 2009 hi havia una escola elemental.

## Poblacions més properes
El següent diagrama mostra les poblacions més properes.